# 命令レジスタ
命令レジスタ（めいれいレジスタ、instruction register）とは、CPUの実行ユニットの一部であり、現在実行中の命令を格納する。
単純なプロセッサでは、各命令を実行するときにそれを命令レジスタに格納し、デコードして実行するまでの間保持し続ける。
より複雑な命令レジスタのパイプライン化を実現しているプロセッサでは、パイプラインの各ステージでそれぞれ別の命令を並行して処理する。
現在のプロセッサはさらにアウト・オブ・オーダー実行が可能であり、命令レジスタセット内の複数の命令を同時並行してデコードできる。
命令レジスタ内の命令コードをデコードするにあたっては、命令の種類を判別し、オペランドを解読し、必要ならばオペランドをメモリから読み込み、（スーパースケーラ型プロセッサならば）実行に必要なユニットを割り当てる、などといったことを行う。